# 塔林攻勢
59°26′N 24°44′E / 59.433°N 24.733°E
塔林攻勢（俄语：Таллинская наступательная операция）是一場由蘇聯紅軍的突击第2集团军、第8集团军以及波羅的海艦隊，針對德意志國防軍的納爾瓦分隊以及愛沙尼亞獨立軍所執行的戰役。這場戰役於1944年9月17日至26日進行。德軍在這場戰役組織了從愛沙尼亞撤退的行動，稱作奧斯特行動（Unternehmen "Aster"）。
蘇軍於埃馬河及塔爾圖附近展開進攻。德軍的防守使得納爾瓦分隊得以有秩序地從愛沙尼亞本土撤出。 9月18日，以愛沙尼亞憲法為準，堅持愛沙尼亞獨立的愛沙尼亞政府從德軍手中收復了位於塔林的政府大樓。塔林在9月22日被德軍放棄，而列寧格勒方面軍在9月26日，攻下塔林及愛沙尼亞大部分地區，只剩離島地區尚未被占領。

## 背景

### 戰前狀況
列寧格勒方面軍在早先對德國北方集團軍的攻擊使其被推向楚德湖西岸，接著蘇德雙方在該地附近的納爾瓦展開戰鬥。在南方，蘇軍已經在1944年6月至8月間，對中央集團軍的進攻中攻到波羅的海岸邊。蘇軍計畫發動塔林攻勢，其為波羅的海攻勢的一部份，而該攻勢最終將把德軍趕出波羅的海地區。 
蘇聯最高統帥部將突擊第2集团軍從納爾瓦前線調動至埃馬河畔，他們在1944年9月5日開始行動，而第25旅及一些摩托化部隊也正被調往楚德湖西岸。五個渡口被布置在一個2公里寬、跨越蘇聯和愛沙尼亞邊界的正面上。46艘船隻日夜不停工作，最後有135,000人、13,200匹馬、9,100輛貨車、2,183門火砲、8,300噸的彈藥被運送過楚德湖。但德國空軍對蘇軍這次集結的偵查卻相當消極。突擊第2集团軍在1944年9月11日，收到跨越埃馬河前線，發動進攻的命令。
9月14日，蘇軍麾下的三個波羅的海方面軍發動里加攻勢，準備突破德國第18軍團位於拉脫維亞馬多納至小埃馬河的防線。波羅的海第3方面軍從瓦爾加的鐵路要點至沃爾茨湖的戰線，對德國第28軍發動攻擊。經過激戰後，德軍和愛沙尼亞自衛隊守住了防線並使納爾瓦分隊免於被蘇軍包圍。

### 蘇軍目標
蘇軍準備拿下愛沙尼亞全境及其首都塔林。所以蘇軍希望從埃馬河前線出發，向北進攻以攔截仍在愛沙尼亞北部駐防的納爾瓦分隊。蘇軍也假定駐愛沙尼亞德軍撤退的方向將是退往塔林，於是他們準備堵死德軍的退路。

### 德軍目標
早在1944年2月，德國北方集團軍就有放棄愛沙尼亞的構想，當時蘇軍發動金吉謝普–格多夫攻勢，擊潰不少德軍部隊。但是德軍在希特勒的命令下，在納爾瓦展開防守並持續守住該地。接著德軍將領開始認為守住芬蘭灣南岸是重要的工作，因為這讓芬蘭得以繼續與站在德國這邊來作戰，也讓蘇聯的波羅的海艦隊繼續被困在波羅的海的東岸。而以戰爭經濟的角度來看，愛沙尼亞擁有豐富的油頁岩以及發達的油頁岩工業，也促使德軍堅守愛沙尼亞。
1944年9月4日，芬蘭退出戰爭，這給了德軍撤出愛沙尼亞的理由。隔天，德國總參謀部的參謀總長海因茨·古德里安向希特勒建議，放棄奧斯蘭並從該地撤退。然而希特勒卻主張奧斯蘭必須不計代價地堅守，他認為一旦放棄該地，將動搖芬蘭和瑞典對德國的態度，從而使德國的外交政策無法維持。午餐過後，海因茨·古德里安秘密下令撤退行動開始。9月15日，德國北方集團軍的總司令，費迪南德·舍納爾上將，催促古德里安說服希特勒下令從愛沙尼亞本土撤出。這次撤退行動被命名為奧斯特行動，舍納爾強調儘管德軍目前仍能守住防線，但撤退行動再不開始的話，駐愛沙尼亞德軍將被殲滅。接著希特勒於9月16日同意撤退。
根據撤退計畫，納爾瓦分隊將撤向里加。德國第28軍將掩護納爾瓦分隊，直到他們通過自己身後。德軍將撤退開始的日期訂為9月19日。德軍布置了數道防線，準備以一邊後退一邊掩護的方式，做漸進的撤退。撤退行動得到愛沙尼亞部隊的支援，其不願跟隨德軍一道撤出。9月17日，德國海軍將領迪奧多爾·布恰迪開始撤出德軍與平民。最後德國陸軍於9月18日~19日夜間，開始撤退行動；德軍開始從納爾瓦前線撤出。

### 愛沙尼亞軍目標
這時，大部分的愛沙尼亞軍隊由親衛隊第20師的逃兵、愛沙尼亞自衛隊、愛沙尼亞輔警營所組成，這支軍隊沒有妥善的規劃。然而，他們仍將愛沙尼亞的獨立視作他們的目標。

## 戰鬥行動
9月17日早晨，波羅的海第3方面軍展開進攻，三個作為蘇軍前鋒的集团军渡過埃馬河並突破德軍防線。納爾瓦分隊以及德國第28軍，這兩支北方集團軍中位置最北邊的部隊面臨被包圍的危險。費迪南德·舍納爾命令第2集团军撤出埃馬河，向拉脫維亞撤退。
9月20日~21日，親衛隊第20師的殘餘、第113保安團以及六個愛沙尼亞邊防團在波庫尼戰役中，被愛沙尼亞第8軍團殲滅。蘇軍內的愛沙尼亞人還對投降的同胞發動了謀殺。
德軍持續的防守讓納爾瓦分隊得以成功撤出愛沙尼亞。9月24日，蘇軍攻至埃克拉，這座位於愛沙尼亞與拉脫維亞國境線上的小鎮。德軍在這裡進行其在愛沙尼亞境內最後一場戰鬥，摧毀了12~15輛蘇軍坦克。
9月22日早晨，列寧格勒方面軍的前鋒抵達並占領塔林，他們發現德軍已經撤退，而街上則是空蕩蕩的。這時愛沙尼亞政府對愛沙尼亞部隊的救援宣告失敗，這時政府單位正隨著德軍撤向拉脫維亞。因此愛沙尼亞政府失去能夠阻止蘇軍進軍塔林的軍事力量。愛沙尼亞總統則流亡瑞典。在接下來的幾天，愛沙尼亞部隊對由蘇軍佔領的哈爾尤縣及萊內縣發動攻擊，以失敗告終。 

## 扩展閱讀
- Glantz, D. Soviet Military Deception in the Second World War, Frank Cass, London, 1989, ISBN 0-7146-3347-X
- Vercamer, A. Naval war in the Baltic （页面存档备份，存于）, article accessed 18/04/08